# Niels de Hofman-Bang
Niels de Hofman-Bang, skrev sig Hofman (Bang), född 8 juni 1776 i Vejle, död 5 mars 1855 på Hofmansgave, var en dansk botaniker och lantekonom. Han var far till Niels Erik de Hofman-Bang.
Hofman-Bang blev av Niels de Hofman, en bror till hans mormor, insatt till förste innehavare av det 1784 inrättade stamhuset Hofmansgave. Han kunde därigenom helt ägna sig åt sitt intresse för naturvetenskap och främst botanik. Han studerade den danska floran under Martin Vahls vägledning och studerade under flera år vid tyska universitet och i Paris. År 1801 övertog han Hofmansgave, 1805 köpte han Bidstrupgård, där han använde de nya åkerbruksmetoder, som han hade lärt sig i utlandet. Ivrigt verkade han för att utbreda odlingen av potatis, repen och linser. Han främjade bland annat fruktträdsodlingen på Fyn och plantering av hedarna. Som forskare inlade han sig främst förtjänst av att ha främjat studiet av algerna; i övrigt skrev han en mängd större och mindre avhandlingar om botaniska, naturvetenskapliga och lantekonomiska ämnen. Som vägledare och stöd för lantmän och unga forskare inlade han sig stor förtjänst. 